# Fecal Matter
I Fecal Matter erano un gruppo musicale statunitense formatosi nel 1985 ad Aberdeen, Washington, inizialmente composto da Kurt Cobain, voce e chitarra, Dale Crover (il batterista dei Melvins) al basso, e Greg Hokanson alla batteria. Questo gruppo fu il primo in cui militò Kurt Cobain, e Fecal Matter fu anche il primo fra i tanti nomi adottati dai Nirvana prima di adottare il definitivo.

## Storia
Il gruppo fu fondato nel 1985, quando Kurt venne ospitato a casa di un suo amico e si guadagnava da vivere facendo l'insegnante di nuoto ai bambini. Formata la band, i membri cominciano subito a registrare alcune canzoni. A dicembre dello stesso anno fanno da band di supporto ai Melvins in un concerto tenuto allo Spot Tavern, uno sperduto resort sulla spiaggia di Moclips, un CDP nello stato di Washington, eseguendo il pezzo d'apertura. Nello stesso mese, Greg Hokanson abbandona il gruppo e i due membri rimasti si riuniscono a casa di Mari, la zia di Kurt, e registrano il loro demo, Illiteracy Will Prevail, dove Crover coprirà anche il ruolo di Hokanson.
Il genere delle loro canzoni era definito come heavy metal sporco e rumoroso. A gennaio del 1986 Buzz Osborne entra come bassista e Mike Dillard sostituisce Crover alla batteria. La band si scioglie definitivamente a metà del 1986 dopo un'ultima apparizione, con il nome di Brown Towel, il 3 maggio 1986 ad Olimpia.
Dopo che il gruppo venne sciolto, Cobain fece circolare il demo registrato tra i suoi amici, nella speranza di poter fondare una nuova band; questo demo dimostrò che Cobain aveva un gran talento per questo genere. Kurt fece ascoltare questo demo ad un amico fattogli conoscere tempo prima da Dale Crover, Krist Novoselic, a cui piacque molto, soprattutto la traccia Spank Thru. Novoselic decise così di fondare una band con Cobain, sotto il nome prima di Sellouts, successivamente Brown Cow, poi Ted Ed Fred, Skid Row, Pen Cap Chew e infine Nirvana.
La canzone Spank Thru fu inclusa nell'album postumo dei Nirvana, Sliver - The Best of the Box, pubblicato nel 2005 e nel 2006; alcune altre canzoni del demo vennero messe sul sito dei Nirvana.

## Tracce diIlliteracy Will Prevail
1. Sound of Dentage + Reefer Madness Excerpts
2. Bambi Slaughter
3. Laminated Effect (Made Not Born)
4. Spank Thru
5. Class of '86 (Buffy's Pregnant)
6. Blathers Log (Vaseline, Unknown #7)
7. Instramental (Downer)
8. Unknown #6 (Insurance)

## Formazione
- Kurt Cobain - voce, chitarra (1985-1986)
- Dale Crover - basso, batteria (1985-1986)
- Greg Hokanson - batteria (1985-1986)
- Buzz Osborne – basso (1986)
- Mike Dillard – batteria (1986)